# 헝셩그룹
헝셩그룹(중국어: 恒盛集团 헝성지퇀[*])은 코스닥 시장에 상장된 중화인민공화국의 지주회사이다.